# Mario Götze
Mario Götze (Memmingen, 3 de junho de 1992) é um futebolista alemão que atua como meio-campista. Atualmente joga pelo Eintracht Frankfurt. Marcou o gol do tetracampeonato mundial da Alemanha na Copa do Mundo FIFA de 2014 contra a Argentina, tornando-se um ídolo do futebol alemão por isso.
Sua carreira no futebol iniciou nos pequenos clubes regionais da Alemanha, tendo entrado primeiramente nas categorias de base do Ronsberg, quando tinha apenas cinco anos de idade. No ano seguinte, seguiria para o Eintracht Hombruch, onde passou três temporadas. Suas atuações no último ano no Eintracht Hombruch chamaram a atenção de olheiros do Borussia Dortmund, para onde se transferiu em 2001. Passou oito temporadas nas categorias de base sendo o destaque dos times juvenis, durante essas oito temporadas conquistou um campeonato regional alemão sendo ele Sub-17 e um vice-campeonato regional alemão Sub-19. Em 2007 com quinze anos de idade suas performances nas categorias de base fizeram com que fosse chamado para a Seleção Alemã de Futebol Sub-15 fazendo dois jogos, no mesmo ano foi chamado para a Seleção Alemã de Futebol Sub-16 disputando oito jogos e marcando três gols, em 2008 foi convocado para a Seleção Alemã de Futebol Sub-17 jogando ao todo treze jogos e marcando cinco gols e ainda conquistou o Campeonato Europeu de Futebol Sub-17 sendo o principal destaque da Alemanha na competição, depois da conquista pela Alemanha foi premiado com a Medalha Fritz Walter na categoria Sub-17 recebendo a medalha de ouro que entregue pela Federação Alemã de Futebol premiando o melhor jogador alemão com menos de dezessete anos, no mesmo ano jogou o Campeonato Mundial de Futebol Sub-17 de 2009 na Nigéria em que a Alemanha foi eliminada na primeira fase da competição, Götze marcou três gols durante os jogos na primeira fase, em 2010 foi chamado para jogar pela Seleção Alemã de Futebol Sub-21 disputando apenas duas partidas.
Fez sua estreia como jogador profissional em 21 de novembro de 2009 com apenas 17 anos de idade, quando entrou aos 88 minutos no segundo tempo no lugar de Jakub Błaszczykowski na partida contra o Mainz 05, que terminaria 0–0. Depois dessa partida se tornou o nono jogador mais jovem a jogar na Bundesliga, no dia 29 de Agosto de 2010 marcou o seu primeiro gol da carreira na vitória por 3–1 contra o VfB Stuttgart, no estádio Mercedes-Benz-Arena, partida válida pela Bundesliga. Estreou em competições europeias contra o FK Qarabağ, do Azerbaijão pela Liga Europa da UEFA, partida vencida pelo Borussia Dortmund por 2–1. Em seu quarto jogo na Liga Europa da UEFA marcou dois gols na vitória por 4–3 em cima do FC Karpaty Lviv no Stadion Ukrajina na Ucrânia marcando o primeiro gol aos 27 minutos no primeiro tempo e aos 90 minutos no segundo tempo marcou o gol da vitória e seu segundo gol no duelo realizado na Ucrânia, mas no decorrer da competição o Borussia Dortmund foi eliminado.
Suas atuações no Borussia Dortmund, na  temporada seguinte de sua estreia, onde distribuiria seis assistências nas quinze primeiras partidas da Bundesliga, sendo um dos principais jogadores do campeonato Alemão, logo lhe renderia sua primeira convocação para o time principal da Seleção Alemã de Futebol. Mario Götze estreou pela Seleção Alemã em 17 de novembro de 2010, na partida contra a Seleção Sueca de Futebol, no Estádio Ullevi na Suécia tendo entrado no segundo tempo. Após esse jogo tornou-se o primeiro convocado pela seleção principal da Alemanha nascido após a reunificação do país (ocorrida em outubro de 1990). Por conta do seu desempenho extraordinário na temporada 2010/11, recebeu o prêmio Golden Boy (prêmio entregue ao melhor jogador da Europa com menos de 21 anos), que é concedido pela revista italiana Tuttosport. No inicio da temporada 2012-13 renovou seu contrato com o Borussia Dortmund, renovando até junho de 2016 por R$ 920 mil por mês (cerca de R$ 11,1 milhões de reais por ano) recebendo o maior salário do time de Dortmund.
Mario Götze tornou-se o segundo  jogador mais caro da história do Campeonato Alemão e também o segundo jogador mais caro alemão da historia após a sua transferência milionária em abril de 2013 para o Bayern de Munique que desembolsou 97,4 milhões de reais (37 milhões de euros) para contar com Mario Götze.

## Clubes

### Início
Mario Götze começou a jogar em pequenos clubes regionais da Alemanha, tendo entrado primeiramente nas categorias de base do SC Ronsberg, quando tinha apenas cinco anos de idade. No ano seguinte mudou para o Eintracht Hombruch.
Suas atuações no último ano chamaram a atenção de olheiros do Borussia Dortmund, para onde se transferiu e onde passou oito temporadas nas categorias de base sendo o destaque nas categorias de bases do Borussia, nessas oito temporadas conquistou um campeonato regional alemão sendo um sub-17 e foi vice-campeão alemão sub-19, suas atuações nas categorias de bases lhe-deram elogios por suas qualidades e também varias convocações para as seleções de bases da Alemanha.

### Borussia Dortmund

#### 2009–10
Após ser o destaque do das categorias de base do Borussia Dortmund, Götze foi chamado pelo técnico Jürgen Klopp para o time principal estreando aos 17 anos de idade no time profissional do Borussia Dortmund em 21 de novembro de 2009, em partida válida pela Bundesliga contra o Mainz 05 no estádio Signal Iduna Park, quando entrou no lugar do Polonês, Jakub Błaszczykowski, partida que terminaria em 0–0, depois desse jogo se tornou o nono jogador mais jovem a estrear na Bundesliga.
No dia 29 de agosto de 2010, Mario Götze marcou o seu primeiro gol da carreira na vitória por 3–1 contra o VfB Stuttgart, na Mercedes-Benz-Arena, partida válida pela Bundesliga. Estreou em competições europeias contra o FK Qarabağ, do Azerbaijão pela Liga Europa da UEFA, partida vencida pelo Borussia por 2–1. Em seu quarto jogo na Liga Europa da UEFA marcou dois gols na vitória por 4–3 em cima do FC Karpaty Lviv no Stadion Ukrajina na Ucrânia marcando o primeiro gol aos 27 minutos no primeiro tempo aos 90 minutos no segundo tempo marcou o gol da vitória e seu segundo gol no duelo realizado na Ucrânia, mas depois o Borussia Dortmund foi eliminado durante a competição. Na Liga Europa da UEFA nessa temporada foi um dos melhores artilheiros do Borussia Dortmund na competição com 2 gols e um dos principais jogadores do Borussia na competição, durante a Bundesliga na temporada 2009–10 começou a jogar algumas partidas no time principal ganhando espaço no Borussia Dortmund.

#### 2010–11
Suas atuações no Borussia Dortmund, na temporada seguinte a de sua estreia, onde distribuiria seis assistências nas quinze primeiras partidas da Bundesliga, depois que o armador Shinji Kagawa sofreu uma lesão em janeiro dessa temporada, Götze foi muito utilizado pelo técnico Jürgen Klopp sendo um jogador fundamental para o Borussia Dortmund nas criações de jogadas e de gols durante a Bundesliga. Na partida contra o Mainz 05 pela décima rodada, ainda no primeiro turno, no jogo que valia a liderança da competição, Götze deu seu primeiro cartão de visitas, marcando um gol e fazendo toda a jogada do segundo, marcado por Lucas Barrios, o lance que pode sintetizar evolução de Götze  aconteceu na partida contra o Hannover 96, no segundo turno. O Borussia Dortmund havia acabado de sofrer o primeiro gol e perdia por 1–0, quando Götze recebeu na intermediária, se livrou de três zagueiros com dois toques e finalizou na saída do goleiro. O golaço, feito quando o time mais precisava, abriu caminho para a goleada de virada por 4–1 e certamente levou o meia a figurar como autor de um dos gols mais bonitos da temporada 2010–11. Contra o Bayern de Munique todos queriam saber como iria se comportar contra o Bayern por ser uma partida valendo a liderança da Bundesliga, apesar de ser um jogo difícil não teve muita dificuldade mostrando ser um jogador de alto nível criando a jogada de um dos gols de seu time na vitória do Borussia Dortmund
| “ | Götze é um jogador excepcional, veloz, extremamente criativo e com uma qualidade técnica excepcional, ele é um dos melhores talentos que já tivemos. | ” |

Em 10 de agosto de 2011 foi convocado pelo técnico Joachim Löw para o jogo contra o Brasil marcando um gol e sendo eleito o melhor jogador da partida na vitoria por 3–2. Durante a partida Götze mostrou ser um jogador maduro e apresentou um futebol de alto nível chamando a atenção do mundo do futebol. Depois do termino da partida contra o Brasil foi elogiado por Franz Beckenbauer que o descreveu de Lionel Messi alemão dizendo que é impossível parar Mario Götze, suas atuações renderam elogios da mídia e de especialistas de futebol. Em 26 de fevereiro de 2011, jogou contra o Bayern de Munique mostrando novamente um futebol maduro e de alto nível, durante a partida Götze criou algumas jogadas de perigo levando o Borussia Dortmund para o ataque no segundo tempo deu uma assistência na vitoria do Borussia Dortmund. No terminar da Bundesliga foi campeão alemão pela primeira vez, e ainda foi eleito a revelação da Bundesliga e ficou em segundo lugar na disputa do melhor jogador da Bundesliga atrás de seu ex-companheiro de equipe Nuri Sahin, Götze disputou no total 31 partidas, sendo 27 como titular, marcando seis gols e fazendo impressionantes onze assistências, se firmando como um dos maiores “garçons” da Bundesliga 2010–11. Em dezembro ganhou dois prêmios após uma temporada excelente ganhando primeiro em 5 de dezembro o Golden Boy que é destinado ao melhor jogador abaixo de 21 anos atuando na Europa, e depois sendo premiado Jogador do Ano na Renânia do Norte-Vestfália. Depois de ganhar a Bundesliga na temporada 2010–11, no final de agosto de 2011 recebeu uma proposta do Arsenal de 40 milhões de euros para se transferir para os gunners, mas o Borussia Dortmund rejeitou essa oferta feita por Götze, com essa proposta se tornou o jogador alemão mais caro da historia depois de receber essa proposta, pois, nunca um jogador alemão havia recebido uma proposta de 40 milhões de euro. Em 27 de março de 2012 renovou seu contrato com o Dortmund até 2016 recebendo um valor próximo a 920 mil euros por mês o maior salário do Borussia.

#### 2011–12
Após a temporada passada Götze iniciou a nova temporada em todos os "holofotes" do futebol alemão. Após o último ano, ele passou a ser considerado por muitos especialistas como um dos melhores jogadores em atividade no país. Restava apenas saber se ele corresponderia como o principal protagonista do Borussia Dortmund.
Na temporada 2011–12 jogou a pré-temporada com o Borussia Dortmund enfrentando o Valenciennes no dia 26 de julho de 2011 na vitoria por 1–0, o gol da vitoria do Borussia Dortmund surgiu em uma jogada individual de Götze se livrando de dois jogadores. Após a pré-temporada disputou  a final da Copa da Alemanha contra o Schalke 04 perdendo a final nos pênaltis. Na Bundesliga 2011–12, contra o Hamburger SV na primeira partida, Götze marcou um gol e forneceu duas assistências na vitória por 3–1 sendo o melhor jogador em campo. Na Liga dos Campeões da UEFA fez sua estreia em 13 de setembro de 2011 contra o Arsenal no estádio Emirates Stadium, mostrou um futebol de alto nível criando algumas jogadas e criando o único gol do Borussia Dortmund no empate de 1–1, na sua outra partida pela Liga dos Campeões da UEFA jogou contra o Olympique de Marseille no Stade Vélodrome, foi muito decisivo levando seu time para o ataque mas mesmo assim o Dortmund perdeu por 3–0. Contra o Olympiakos, Götze foi decisivo para seu time levando ao ataque e criando uma assistência para o único gol do Borussia Dortmund na derrota por 3–1, em 1 de outubro de 2011, marcou seu segundo gol na Bundesliga contra o FC Augsburg.
| “ | Götze tem as mesmas características de Lionel Messi em termos de técnica, visão de jogo e entendimento do jogo. Ele é um jogador instintivo, assim como Lionel Messi. | ” |

Em 25 de outubro de 2011 marcou seu primeiro gol pela Copa da Alemanha contra o Dynamo Dresden na vitoria por 2-0, no jogo contra o VfL Wolfsburg em 5 de novembro de 2011 no estádio Signal Iduna Park em partida válida pela Bundesliga, Götze teve uma atuação extraordinária marcando pela primeira vez dois gols na mesma partida em sua carreira na Bundesliga. Na sequência da Bundesliga jogou contra o Bayern de Munique em 19 de novembro de 2011 no estádio Allianz Arena partida que valia a liderança, marcou o único gol da partida dando a vitória para o Borussia Dortmund por 1-0. Em 23 de novembro de 2011, Götze se machucou na Liga dos Campeões da UEFA contra o Arsenal após uma disputa de bola. Em 27 de março de 2012 renovou seu contrato com o Borussia Dortmund ganhando 920 mil por mês (cerca de R$ 11,1 milhões por ano), dizendo “todos sabem que me sinto bem no Dortmund”. Antes de renovar seu contrato recusou propostas de clubes como Real Madrid, Arsenal, Bayern de Munique e Manchester United. No dia 30 de março antes da partida contra o VfB Stuttgart, Götze ganhou o prêmio Bravo Otto de Ouro. Em 30 de abril de 2012 voltou de uma lesão na partida contra o Borussia Mönchengladbach no Signal Iduna Park no jogo que valia o titulo da Bundesliga, Götze entrou no segundo tempo aos 73 minutos no lugar de Shinji Kagawa, tendo uma ótima exibição, na vitoria por 3-0, após a vitoria o Borussia Dortmund foi campeão da Bundesliga com duas rodadas de antecipação, tendo Götze como um dos maiores jogadores responsáveis por esta conquista. No jogo seguinte no Fritz-Walter-Stadion em 28 de abril dr 2012 contra o Kaiserslautern teve uma boa atuação, marcando o terceiro gol do Borussia Dortmund e seu sétimo gol na temporada.

#### 2012–13

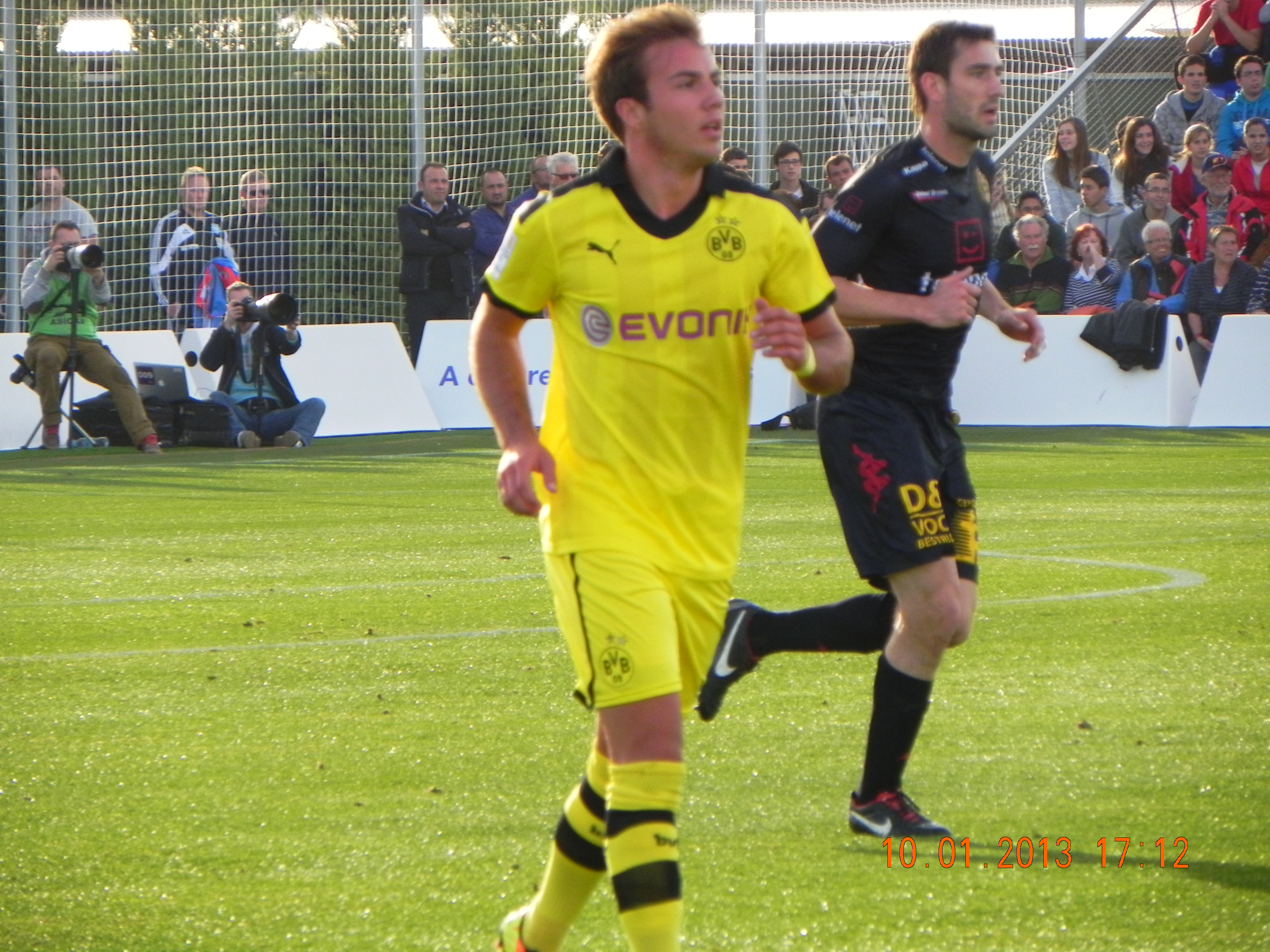
Götze no Borussia Dortmund.

Em 12 de agosto de 2012 estreiou na temporada 2012–2013 enfrentando o Bayern de Munique na final da DFL-Supercup no estádio Allianz-Arena. Começou o jogo contra o Bayern no banco de reservas, e aos 64 minutos no segundo tempo entrou no lugar do austríaco naturalizado alemão Moritz Leitner, durante o tempo que jogou teve uma boa atuação a até quase marcou um gol, mas não conseguiu evitar a derrota do Borussia por 2-1. Em 24 de agosto de 2012 estreiou na Bundesliga no jogo de abertura contra o Werder Bremen, começou o jogo como reserva e aos 78 minutos no segundo tempo entrou no lugar de Kevin Großkreutz e aos 81 minutos marcou o segundo gol do Borussia, após receber o passe de Robert Lewandowski invadiu a área chutando no contra-pé do goleiro do Werder Bremen marcando o gol da vitoria do Borussia. Götze marcou seu primeiro gol na Liga dos Campeões da UEFA em 21 de novembro de 2012 na Amsterdam Arena estádio do Ajax Amsterdam, além de marcar seu primeiro gol deu duas assistências sendo o melhor jogador em campo, nessa partida o Borussia Dortmund venceu por 4–1 o Ajax.
Em 19 de dezembro de 2012 no Signal Iduna Park, Mario Götze marcou o seu primeiro hat-trick, na vitória do Borussia Dortmund por 5-1 contra o Hannover 96 na terceira rodada da DFB-Pokal. Em 24 de fevereiro de 2013, marcou seu primeiro gol de pênalti na partida contra o Borussia Mönchengladbach pela Bundesliga, durante o jogo Mario Götze foi um dos melhores jogadores em campo, mas não conseguiu evitar o empate em 1-1. Em 5 de março de 2013 no estádio Signal Iduna Park pelo jogo das oitavas de final da Liga dos Campeões da UEFA na partida de volta das oitavas de final, Mario Götze teve uma performance excepcional contribuindo com uma assistência e marcando um gol na vitória do Borussia Dortmund pelo placar de 3-0 contra o time do Shakhtar Donetsk, completando uma vitória por 5-2 no placar agregado sobre os atuais campeões ucranianos conseguindo assim fazer com que o time aurinegro passasse de fase indo para as quartas de final da Liga dos Campeões da UEFA. Com esse resultado o time de Dortmund liderados por Mario Götze, Marco Reus, Robert Lewandowski, Mats Hummels e İlkay Gündoğan avançou para as quartas de final após 15 anos.

### Bayern de Munique

#### 2013–14

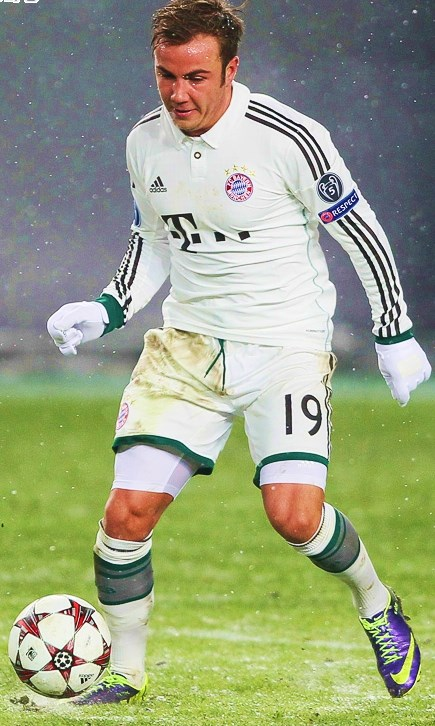
Götze com o Bayern de Munique.

No dia 23 de abril de 2013, o Bayern de Munique confirmou a contratação de Mario Götze para a temporada 2013–14, pagando a cláusula rescisória junto ao Borussia Dortmund pelo valor de 37 milhões de euros, aproximadamente 97,4 milhões de reais pelos 100% dos direitos econômicos do atleta. A ida dele para o Bayern é a primeira contratação da "era Pep Guardiola", e Götze se apresentou no clube em julho.
Logo na sua apresentação, em 5 de julho de 2013, Götze causou um gafe: o atleta, patrocinado pela Nike, foi ao evento trajando uma camiseta da empresa norte-americana; no entanto, o Bayern, além de ter seu uniforme cedido pela Adidas, tem 9% de suas ações detidas pela companhia alemã. Assim, o atleta foi multado, e o incidente ainda gerou mais frutos, como o clube tendo que enviar uma carta de desculpas a seu patrocinador esportivo.
Em 11 de agosto de 2013, após três meses parado, devido a uma contusão na coxa de quando ainda atuava pelo Borussia Dortmund, Götze estreou em alto nível pelos bávaros, no amistoso diante dos atuais campeões húngaros o Győri ETO, o Bayern venceu o jogo por 4 a 1, Mario Götze marcou dois gols, apesar de ter entrado em campo apenas aos 15 minutos do segundo tempo da partida.
Em 22 de agosto de 2013, O diretor-geral do Bayern de Munique, Karl-Heinz Rummenigge, disse que acredita que Mario Götze fez a escolha certa ao transferir-se por € 37 milhões de euros do Borussia Dortmund para o Bayern, e ainda falou que o jogador está no ambiente certo para continuar o seu desenvolvimento e se tornar um dos melhores jogadores do mundo.
| “ | Mario Götze vai ser uma estrela no futuro e fará isto no Bayern, ele tem a qualidade para fazer com que possamos continuar vencendo e tendo sucesso. | ” |

Em 24 de agosto de 2013, fez sua estreia em um jogo oficial pelo Bayern na sua primeira partida na Bundesliga jogando pelo time, e em seu primeiro jogo enfrentou o Nürnberg no estadio Allianz-Arena, partida vencida pelo Bayern por 2-0. Em 19 de outubro de 2013, Götze começou a partida contra o Mainz 05 como reserva, entrando somente no iniciar do segundo tempo da partida, após entrar no jogo Götze mudou totalmente a partida desequilibrando o jogo, e após 5 minutos em campo fez a jogada para o primeiro gol do Bayern de Munique contribuindo com uma assistência para empatar o jogo em 1-1, e aos 24 minutos do segundo tempo fez uma bela jogada contribuindo com mais uma assistência para o terceiro gol de seu time, após terminar esse jogo foi eleito o melhor jogador da semana do campeonato alemão.
Em 23 de outubro de 2013, Götze marcou seu primeiro gol na Liga dos Campeões da UEFA e em uma competição europeia com o Bayern de Munique, na partida contra o Viktoria Plzeň no estádio Allianz-Arena, na vitoria por 5-0 de seu time, iniciando o jogo contra o Viktoria Plzeň na reserva, e aos 18 minutos do segundo tempo entrou na partida e não demorou muito para Götze desequilibrar o jogo a favor do Bayern, e ao passar um minuto em campo criou a jogada do quarto gol do Bayern, contribuindo com uma assistência, e no ultimo minuto do jogo marcou o seu primeiro gol no jogo e o quinto de seu time após receber um lançamento dentro da área chutou por cima do goleiro para marcar o ultimo gol do jogo. Em 26 de outubro de 2013, iniciou o jogo contra o Hertha Berlim como reserva e logo aos 25 minutos do primeiro tempo saiu do banco de reservas para ir ao jogo, e aos 9 minutos do segundo tempo marcou o segundo gol do Bayern no jogo e seu primeiro gol no campeonato alemão com o Bayern de Munique, ajudando o Bayern vencer o jogo por 3 a 2.
Em 23 de novembro de 2013, saiu do banco de reservas para ser o homem do jogo contra o seu ex-time o Borussia Dortmund, contra o Borussia Dortmund marcou o seu segundo gol no campeonato alemão e seu primeiro gol contra o seu ex-time no estadio do Borussia Dortmund o Signal Iduna Park, durante o jogo não se sentiu intimidado com as vaias dos torcedores que foram ao Signal Iduna Park, em Dortmund, Götze entrou aos 11 minutos do segundo tempo, e 10 minutos depois anotou o gol que abriu o placar da partida. Quatro dias depois de jogar contra sua ex-equipe enfrentou o time do CSKA Moscou na Rússia no estádio arena khimk, iniciando o jogo como titular e logo no começo do jogo Götze criava as melhores chances de gol do jogo de sua equipe, e aos 11 minutos do segundo tempo marcou o segundo gol da vitória por 3 a 1 do Bayern, driblando três adversarios até chegar ao gol e chutar com categoria para marcar um belo gol na fase de grupos da Liga dos Campeões da UEFA de 2013–14.
Em 7 de dezembro de 2013, ajudou o Bayern a vencer o jogo por 7-0 contra o Werder Bremen no estadio Weserstadion localizado em Bremen, na Alemanha em partida válida pelo campeonato alemão, marcando o ultimo gol do jogo no ultimo minuto da partida e ainda contribuiu com uma assistência para o quinto do Bayern marcado por Thomas Müller. Em 10 de dezembro de 2013, três dias depois do jogar contra o Werder Bremen pelo Campeonato Alemão, disputou a partida contra o Manchester City pela Liga dos Campeões da UEFA no estádio Allianz Arena, e logo no inicio do jogo marcou o segundo gol do Bayern de Munique aos 12 minutos do primeiro tempo, após receber um passe dentro da área chutou na saída do goleiro do Manchester City, mesmo marcando um gol no jogo teve uma atuação discreta. Após o jogo contra o time do Manchester City jogou contra o Hamburgo pelo Campeonato Alemão, e no segundo tempo da partida marcou o segundo gol do Bayern de Munique depois de receber um passe Götze dominou a bola no ar sem deixar a bola cair e chutou para marcar um belo gol, e ajudou o Bayern a garantir o simbólico título de inverno do Campeonato Alemão antes de ir disputar a Copa do Mundo de Clubes da FIFA de 2013.
Após o jogo contra o Hamburgo, Götze viajou junto com o Bayern de Munique para o Marrocos para disputar a Copa do Mundo de Clubes da FIFA de 2013, seu primeiro jogo foi em 17 de dezembro de 2013 contra o Guangzhou Evergrande no estadio Stade d'Agadir pelas semi-finais da competição, começou o jogo como titular e desde os primeiros minutos da partida começou a desequilibrar o jogo criando as jogadas de perigo do Bayern e aos 2 minutos do segundo tempo marcou um belo gol de fora da área acertando um lindo chute no ângulo esquerdo, ajudando o Bayern se classificar para a final do torneio. Em 21 de dezembro de 2013, disputou a final da Copa do Mundo de Clubes da FIFA de 2013 enfrentando o time do Marrocos na final o Raja Casablanca no estádio Stade de Marrakech, Götze começou o jogo no banco de reservas e viu o Bayern de Munique abrir uma vantagem de 2-0 logo no primeiro tempo da partida, Götze entrou no jogo aos 36 minutos do segundo tempo ajudando o Bayern a garantir o seu primeiro titulo do mundial de clubes da FIFA, ganhando o jogo por 2-0, terminando o ano de 2013 com a conquista do mundial de clubes. No início do ano de 2014, Götze foi elogiado junto com Thiago Alcântara por Philipp Lahm e Lahm ainda disse que acredita que os dois já provaram seu valor para a equipe ao longo dos últimos meses.
| “ | O Bayern de Munique pode se sentir feliz de atrair jogadores do calibre de Thiago e Götze, eles são jogadores magníficos, com técnica excepcional. É um prazer assisti-los jogar, e eles se ajustaram perfeitamente em termos de caráter | ” |

Em 14 de janeiro de 2014, Mario Götze foi eleito o quinto jogador mais valioso do mundo, Mario Götze uma das maiores revelações dos últimos tempos valorizou incríveis 85,5%. Em reais, seu atual valor de mercado é de 196 milhões de reais. A repentina valorização se deve por conta da sua saída do Borussia Dortmund para o rival Bayern de Munique. Em 24 de Janeiro de 2014, Mario Götze começou a partida como titular e foi escalado para jogar como um Falso 9, e marcou seu primeiro gol no primeiro jogo na segunda metade da temporada da Bundesliga contra o Borussia Mönchengladbach, jogo que o Bayern venceu por 2-0, neste jogo Mario Götze foi o melhor jogador em campo. Em 25 de março de 2014, Mario Götze foi decisivo marcando um gol e contribuindo com uma assistência para um outro gol, com isso foi eleito o melhor jogador em campo na vitoria por 3-1 do Bayern contra o Hertha Berlin no estadio Estádio Olímpico de Berlim, nesse jogo o Bayern ganhou por 3-1 e se sagrou campeão da Bundesliga na temporada 2013–2014 pela 24ª vez em sua história com sete rodadas de antecipação.
Em 3 de maio de 2014, Götze foi o melhor jogador em campo e o jogador mais decisivo marcando dois gols e contribuindo com uma assistência na vitoria do Bayern por 4-1 contra o Hamburger SV em partida valida pelo campeonato alemão. Nessa primeira temporada de Götze pelo Bayern de Munique, foi uma temporada com uma mistura de ótimos jogos com jogos não tão bons, nessa temporada marcou 15 gols e forneceu 14 assistências em jogos oficias nessa temporada.

#### 2014–15

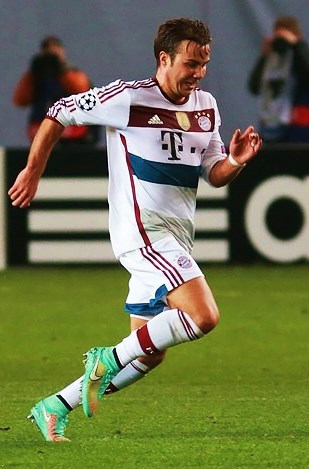
Mario Götze com o Bayern de Munique na temporada 2014–15.

Depois de vencer a Copa do Mundo FIFA de 2014 com a Seleção Alemã de Futebol, Mario Götze começou sua temporada de 2014–15 no dia 13 de agosto de 2014. Ele entrou como substituto em uma derrota por 2-0 contra o seu ex-clube, o Borussia Dortmund na final da Supercopa da Alemanha de 2014. Em 17 de agosto de 2014, Götze marcou seu primeiro gol na temporada de 2014–15 em um jogo oficial pela Copa da Alemanha contra o SC Preußen Münster time da terceira divisão alemã na vitoria do Bayern de Munique por 4-1. Em 22 de agosto de 2014, iniciou a abertura do campeonato alemão na temporada, o primeiro jogo do campeonato foi entre Bayern de Munique e VfL Wolfsburg partida vencida pelo Bayern por 2-1 nesse jogo Götze jogou até os 17 minutos do segundo tempo. Em 23 de setembro de 2014, marcou dois gols na vitória do Bayern de Munique por 4-0 contra o SC Paderborn no estadio Allianz Arena pelo campeonato alemão, ao final desse jogo Götze foi eleito o melhor jogador durante o jogo e o melhor jogador da semana pelo campeonato alemão. Em 18 de outubro de 2014, Götze teve uma excelente atuação e foi um dos melhores jogadores em campo marcando novamente dois gols dessa vez contra o Werder Bremen na vitoria do Bayern por 6-0 no estadio Allianz Arena.  Em 28 de outubro de 2014, a FIFA anunciou que Mario Götze está incluído na lista dos 23 jogadores melhores jogadores do mundo que vão disputar o prêmio FIFA Ballon d'Or que é entregue ao melhor jogador do mundo. Em três anos no clube bávaro, Götze foi tricampeão alemão e ainda ganhou duas edições da Copa da Alemanha, uma da Supercopa da Europa e uma do Mundial de Clubes.

### Retorno para o Borussia Dortmund
Em 21 de julho de 2016 o Borussia Dortmund o recontratou por quatro temporadas. Sua reestreia pelo time de Dortmund aconteceu num amistoso contra o Milan, no qual já mostrou estar em forma tendo marcado um gol aos 17 minutos e logo depois deu assistência para o gol de Pierre Aubameyang. A partida acabou 3-1 para o time alemão. Disputou ainda mais três amistosos, anotando um belo gol de falta e mais quatro assistências. O início promissor fez o torcedor pensar que ele havia recuperado o seu melhor futebol, visto nas temporadas em que ele vestiu a camisa do Borussia. Seu desempenho na temporada foi bastante aquém do esperado, o que lhe rendeu algumas partidas no banco de reservas. Em fevereiro de 2017, o jogador foi afastado do Dortmund e teve a aposentadoria cogitada após ser diagnosticado com uma doença metabólica chamada miopatia.
Em 23 de maio de 2020, anunciou sua saída.

### PSV
Em 6 de outubro de 2020, Götze se juntou ao PSV com um contrato de dois anos, após uma transferência gratuita. Götze marcou em sua estreia pelo PSV, numa vitória por 3–0 fora de casa contra o PEC Zwolle em 18 de outubro. Götze foi descrito pela Kicker como o melhor jogador da Eredivisie após seus primeiros meses, mas sua temporada foi afetada por lesões.
Em 21 de julho de 2021, Götze marcou duas vezes contra o Galatasaray no primeiro jogo da segunda fase de qualificação da Liga dos Campeões da UEFA. Em 7 de agosto, Götze marcou em uma vitória por 4–0 no Johan Cruyff Shield contra os rivais Ajax, ajudando a acabar com a sequência invicta de 17 jogos do Ajax. Em 6 de setembro de 2021, Götze assinou um novo contrato com o PSV, mantendo-o no clube até 2024.

### Eintracht Frankfurt
Em 21 de junho de 2022, o Eintracht Frankfurt contratou Götze por £2.5 milhões de euro, com contrato até 2025.

## Seleção Alemã

### Base
Em 2007, com quinze anos, suas atuações nas categorias de base do Borussia Dortmund fizeram com que fosse chamado para a Seleção Alemã Sub-15 onde fez dois jogos, no mesmo ano ele foi convocado para a Seleção Alemã Sub-16 fazendo oito jogos e marcando três gols, em 2008 foi convocado para a Seleção Alemã de Futebol Sub-17 ficando até 2009.
Götze fez treze jogos e marcou cinco gols e ainda ganhou o Campeonato Europeu de Futebol Sub-17 sendo o destaque da Alemanha na competição desta conquista depois da conquista do Campeonato Europeu de Futebol Sub-17 foi premiado com a medalha Fritz Walter de ouro sub-17 que entregue pela Federação Alemã de Futebol premiando o melhor jogador alemão com menos de dezessete anos, no mesmo ano foi convocado para jogar a Campeonato Mundial de Futebol Sub-17 de 2009 na Nigéria onde a Alemanha foi eliminada na primeira fase da competição. Götze marcou três gols durante a competição em quatro jogos, ainda em 2009 foi chamado para jogar pela Seleção Alemã de Futebol Sub-21 jogando dois jogos um contra a Irlanda do Norte vencendo por 3–0 e o outro contra a República Tcheca empatando em 1–1.

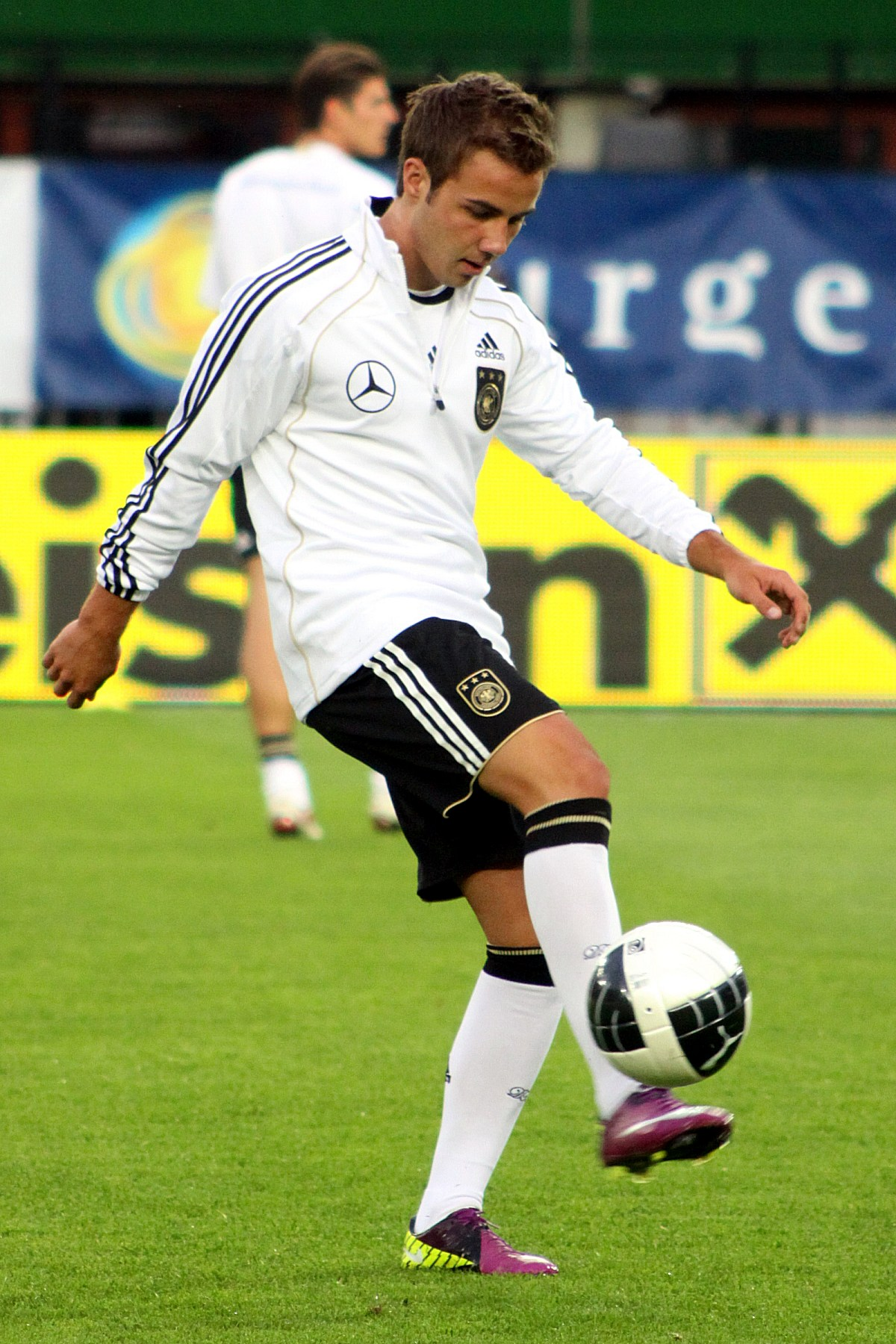
Mario Götze no aquecimento na partida pela qualificação para a Eurocopa.

### Principal
Estreou pela Seleção Alemã contra a Suécia em 17 de novembro de 2010. Entrou aos 78 minutos em um empate sem gols, substituindo o seu companheiro de equipe do Borussia Dortmund Kevin Großkreutz e se tornando o mais jogador mais jovem alemão desde Uwe Seeler. Götze e André Schürrle que veio simultaneamente são os dois primeiros jogadores alemães que nasceu após a reunificada a jogar pela Seleção Alemã de Futebol.
| “ | Estou pessoalmente satisfeito em ter tantas opções. Mario Götze teve conscientização excepcional e parece encontrar soluções para todos problemas no campo. É a coisa simples que ele faz que o deixa muito forte. | ” |

No ano seguinte, Götze continuou a ser chamado por Joachim Löw fazendo sua segunda aparição pela Seleção Alemã de Futebol em um amistoso contra a Seleção Italiana de Futebol em 9 de fevereiro de 2011, tendo uma atuação razoável chamando a atenção do técnico alemão Joachim Löw por sua velocidade e técnica. Após esta partida Joachim Löw convocou para disputar as qualificações para o Campeonato Europeu de Futebol de 2012. O primeiro gol de Götze com  a camisa da Alemanha veio contra a Seleção Brasileira em 10 de agosto de 2011 no estádio Mercedes-Benz Arena aos 19 anos e 68 dias ele se tornou o maior artilheiro conjunto mais jovem da Seleção Alemã de Futebol pós-guerra, juntamente com Klaus Stürmer, que marcou na estreia contra a França em 16 de outubro de 1954. No jogo Mario Götze, venceu Neymar, também no duelo particular entre os dois jogadores mais badalados de seus países na partida entre Alemanha e Brasil.
Durante o jogo Mario Götze iniciou a jogada que resultou no pênalti que gerou o primeiro gol da Seleção Alemã, marcou o segundo e foi um tormento constante para a defesa do Brasil. Não foi parado por Ralf, Ramires nem por Thiago Silva, na partida contra o Brasil teve uma ótima atuação sendo eleito melhor jogador em campo, mostrando seu futebol para o mundo sendo considerado a joia do futebol alemão, neste jogo enfrentou também Neymar mostrando um futebol muito habilidoso apagando o futebol do brasileiro, a partida contra o Brasil terminou com a vitória da Alemanha por 3-2. Em 7 de outubro de 2011 jogou contra a Turquia em Istambul tendo uma ótima exibição dando uma assistência para Thomas Müller, em 11 de novembro de 2011 enfrentou a Seleção Holandesa de Futebol entrando no segundo tempo aos 65 minutos no lugar de Lukas Podolski, tendo uma exibição razoável na vitória alemã por 3–0. 

#### UEFA Euro 2012
Após disputar alguns amistosos pela Seleção Alemã de Futebol, foi convocado por Joachim Löw visando a disputa das fases de qualificações para a UEFA Euro 2012, seu primeiro jogo foi em 26 de março em 2011 contra o Cazaquistão, entrando aos 78 minutos no lugar de Thomas Müller, partida vencida pela Alemanha por 4–0. No mesmo ano jogou seu segundo jogo em 7 de junho de 2011 contra o Azerbaijão entrando no lugar de Mesut Özil aos 81 minutos, mesmo faltando pouco tempo para o final da partida, Götze criou o terceiro gol da Alemanha após uma jogada individual que acabou sendo concluída pelo seu companheiro de Seleção André Schürrle.
Em 2 de setembro de 2011 jogou a terceira nas qualificações para Campeonato Europeu de Futebol de 2012 contra a Áustria entrando no lugar de Toni Kroos aos 85 minutos, faltando 5 minutos para o termino do jogo, marcou seu gol aos 89 minutos após um cruzamento de Thomas Müller, sendo o seu segundo gol pela Seleção Alemã e seu primeiro nas qualificações para Euro 2012 na vitória por 6–2. Em 7 de outubro jogou a ultima partida das qualificações para Campeonato Europeu de Futebol de 2012 contra a Turquia, começando a partida como titular, aos 66 minutos após um lançamento Götze dominou a bola se livro do primeiro marcador tocando para Thomas Müller marcar o segundo gol da Alemanha contra a Turquia na vitória por 3-1. Após a vitória a Seleção Alemã terminou as qualificações para Euro 2012 em primeiro lugar com 100% de vitorias, conquistando um feito inédito de terminar a campanha invicta.
Götze foi convocado pela Seleção Alemã para a UEFA Euro 2012 que foi realizado na Polônia e  Ucrânia, mas só jogou uma partida em 22 de junho de 2012 no jogo contra a Grécia no Arena Gdańsk na Polônia  nas quartas-de-final, começou o jogo na reserva e aos 80 minutos no segundo tempo entrou no lugar de Marco Reus, em seu pouco tempo que esteve em campo conseguiu criar algumas jogadas de perigo terminando assim o jogo 4-2 para a Seleção Alemã.

#### Copa do Mundo 2014

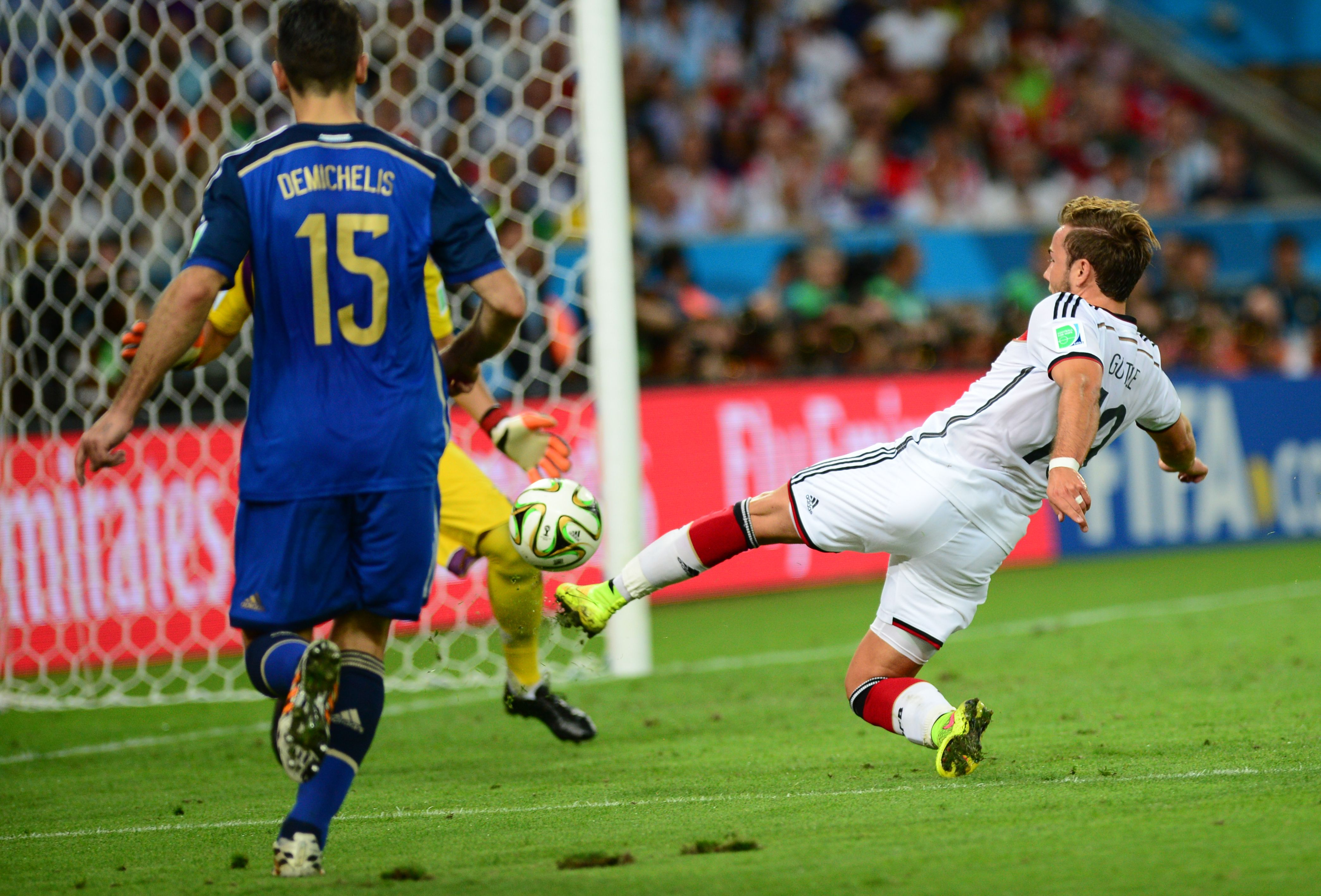
Mario Götze marca o gol da vitória por 1–0 da Alemanha sobre a Argentina.

Convocado para disputar a Copa do Mundo FIFA de 2014, marcou seu primeiro gol em Copas no empate por 2–2 diante da Seleção de Gana pela segunda rodada da fase de grupos. Na final da Copa do Mundo, Götze marcou o gol que garantiu a vitória por 1–0 e consagrou a Alemanha como tetracampeã mundial.

#### Pós-Copa
No primeiro amistoso após o título mundial, marcou um gol na derrota contra a Argentina por 4-2. Marcou mais um na vitória por 5x0 sobre Gibraltar em partida válida pelas Eliminatórias para a Euro 2016. Em 2016 foi convocado para disputar a Eurocopa, realizada na França.

## Características
Götze surgiu como uma grande revelação do futebol alemão, se destacando pela sua criatividade, visão de jogo e qualidade de passe, o que costumava render comparações ao meia Mesut Özil. O diretor esportivo do Bayern de Munique Matthias Sammer, elogiou Götze dizendo é um dos maiores talentos do futebol alemão que já tivemos, após ser elogiado por Matthias Sammer, o ex-técnico do VfL Wolfsburg, Felix Magath o chamou de o "talento do século", pode-se tornar um jogador como Messi, por exemplo.

## Estatísticas

### Clube
Atualizado até 4 de abril de 2021.[carece de fontes?]
| Clube             | Temporada | Campeonato nacional | Campeonato nacional | Copa nacional[a] | Copa nacional[a] | Competições continentais[b] | Competições continentais[b] | Outros torneios[c] | Outros torneios[c] | Total | Total |
| Clube             | Temporada | Jogos               | Gols                | Jogos            | Gols             | Jogos                       | Gols                        | Jogos              | Gols               | Jogos | Gols  |
| ----------------- | --------- | ------------------- | ------------------- | ---------------- | ---------------- | --------------------------- | --------------------------- | ------------------ | ------------------ | ----- | ----- |
| Borussia Dortmund | 2009–10   | 5                   | 0                   | 0                | 0                | 0                           | 0                           | -                  | -                  | 5     | 0     |
| Borussia Dortmund | 2010–11   | 33                  | 6                   | 2                | 0                | 6                           | 2                           | -                  | -                  | 41    | 8     |
| Borussia Dortmund | 2011–12   | 17                  | 6                   | 2                | 1                | 6                           | 0                           | 1                  | 0                  | 26    | 7     |
| Borussia Dortmund | 2012–13   | 28                  | 10                  | 4                | 4                | 11                          | 2                           | 1                  | 0                  | 44    | 16    |
| Borussia Dortmund | Total     | 83                  | 22                  | 8                | 5                | 23                          | 4                           | 2                  | 0                  | 116   | 31    |
| Bayern de Munique | 2013–14   | 27                  | 10                  | 4                | 1                | 12                          | 3                           | 2                  | 1                  | 45    | 15    |
| Bayern de Munique | 2014–15   | 32                  | 9                   | 5                | 2                | 11                          | 4                           | 0                  | 0                  | 48    | 15    |
| Bayern de Munique | 2015–16   | 14                  | 3                   | 3                | 1                | 4                           | 2                           | 0                  | 0                  | 21    | 6     |
| Bayern de Munique | Total     | 73                  | 22                  | 12               | 4                | 27                          | 9                           | 2                  | 1                  | 114   | 36    |
| Borussia Dortmund | 2016–17   | 11                  | 1                   | 1                | 0                | 4                           | 1                           | 0                  | 0                  | 16    | 2     |
| Borussia Dortmund | 2017–18   | 23                  | 2                   | 0                | 0                | 9                           | 0                           | 0                  | 0                  | 32    | 2     |
| Borussia Dortmund | 2018–19   | 26                  | 7                   | 2                | 0                | 6                           | 0                           | 0                  | 0                  | 34    | 7     |
| Borussia Dortmund | 2019–20   | 15                  | 3                   | 2                | 0                | 4                           | 0                           | 0                  | 0                  | 21    | 3     |
| Borussia Dortmund | 2020–21   | 13                  | 5                   | 6                | 1                | 1                           | 0                           | 0                  | 0                  | 20    | 6     |
| Borussia Dortmund | Total     | 75                  | 13                  | 5                | 0                | 23                          | 1                           | 0                  | 0                  | 103   | 14    |

- a. ^ Em copa nacional, incluindo jogos e gols na Copa da Alemanha e Copa KVNB
- b. ^ Em competições continentais, incluindo jogos e gols na Liga dos Campeões da UEFA, Liga Europa da UEFA e Supercopa da UEFA.
- c. ^ Em outros torneios, incluindo jogos e gols na Supercopa da Alemanha, e Copa do Mundo de Clubes da FIFA.

### Seleção Alemã
| Ano   |       |      |
| Ano   | Jogos | Gols |
| ----- | ----- | ---- |
| 2010  | 1     | 0    |
| 2011  | 11    | 2    |
| 2012  | 8     | 1    |
| 2013  | 6     | 3    |
| 2014  | 15    | 7    |
| 2015  | 7     | 3    |
| 2016  | 14    | 1    |
| 2017  | 1     | 0    |
| 2022  | 2     | 0    |
| 2023  | 1     | 0    |
| Total | 66    | 17   |

| #   | Data                   | Local                                    | Adversário     | Placar | Resultado | Competição                       |
| --- | ---------------------- | ---------------------------------------- | -------------- | ------ | --------- | -------------------------------- |
| 1.  | 10 de agosto de 2011   | Mercedes-Benz Arena, Stuttgart, Alemanha | Brasil         | 2–0    | 3–2       | Amistoso                         |
| 2.  | 2 de setembro de 2011  | Veltins-Arena, Gelsenkirchen, Alemanha   | Áustria        | 6–2    | 6–2       | Eliminatórias da Eurocopa 2012   |
| 3.  | 7 de setembro de 2012  | AWD-Arena, Hanôver, Alemanha             | Ilhas Faroé    | 1–0    | 3–0       | Eliminatórias Copa do Mundo 2014 |
| 4.  | 22 de março de 2013    | Astana Arena, Astana, Cazaquistão        | Cazaquistão    | 2–0    | 3–0       | Eliminatórias Copa do Mundo 2014 |
| 5.  | 26 de março de 2013    | Grundig Stadion, Nuremberg, Alemanha     | Cazaquistão    | 2–0    | 4–1       | Eliminatórias Copa do Mundo 2014 |
| 6.  | 15 de outubro de 2013  | Friends Arena, Solna, Suécia             | Suécia         | 2–2    | 5–3       | Eliminatórias Copa do Mundo 2014 |
| 7.  | 5 de março de 2014     | Mercedes-Benz Arena, Stuttgart, Alemanha | Chile          | 1–0    | 1–0       | Amistoso                         |
| 8.  | 6 de junho de 2014     | Coface Arena, Mainz, Alemanha            | Armênia        | 5–1    | 6–1       | Amistoso                         |
| 9.  | 6 de junho de 2014     | Coface Arena, Mainz, Alemanha            | Armênia        | 6–1    | 6–1       | Amistoso                         |
| 10. | 21 de junho de 2014    | Arena Castelão, Fortaleza, Brasil        | Gana           | 1–0    | 2–2       | Copa do Mundo de 2014            |
| 11. | 13 de julho de 2014    | Estádio Maracanã, Rio de Janeiro, Brasil | Argentina      | 1–0    | 1–0       | Copa do Mundo de 2014            |
| 12. | 3 de setembro de 2014  | Esprit Arena, Düsseldorf, Alemanha       | Argentina      | 2–4    | 2–4       | Amistoso                         |
| 13. | 14 de novembro de 2014 | Grundig Stadion, Nuremberg, Alemanha     | Gibraltar      | 3–0    | 4–0       | Eliminatórias da Eurocopa 2016   |
| 14. | 10 de junho de 2015    | RheinEnergieStadion, Colónia, Alemanha   | Estados Unidos | 1–0    | 1–2       | Amistoso                         |
| 15. | 4 de setembro de 2015  | Commerzbank-Arena, Frankfurt, Alemanha   | Polónia        | 2–0    | 3–1       | Eliminatórias da Eurocopa 2016   |
| 16. | 4 de setembro de 2015  | Commerzbank-Arena, Frankfurt, Alemanha   | Polónia        | 3–1    | 3–1       | Eliminatórias da Eurocopa 2016   |
| 17. | 29 de março de 2016    | Allianz Arena, Munique, Alemanha         | Itália         | 2–0    | 4–1       | Amistoso                         |

## Títulos
Borussia Dortmund
- Campeonato Alemão: 2010–11, 2011–12
- Copa da Alemanha: 2011–12, 2016–17
- Supercopa da Alemanha: 2019

Bayern de Munique
- Supercopa Europeia: 2013
- Copa do Mundo de Clubes da FIFA: 2013
- Campeonato Alemão: 2013–14, 2014–15, 2015–16
- Copa da Alemanha: 2013–14, 2015–16

PSV Eindhoven
- Supercopa dos Países Baixos: 2021
- Copa dos Países Baixos: 2021–22

Seleção Alemã
- Campeonato Europeu Sub-17: 2009
- Copa do Mundo FIFA: 2014

### Prêmios individuais
- Medalha Fritz Walter de Ouro em 2009 (Categoria Sub-17), 2010 (Categoria Sub-18)
- Golden Boy: 2011[6]
- Jogador do Ano na Renânia do Norte-Vestfália: 2011
- Bravo Otto de Ouro: 2012[9]
- Melhor Jogador da Final da Copa do Mundo FIFA de 2014 - Alemanha 1–0 Argentina